# ولب المستنقعات
ولب المستنقعات (الولب ذو لونين) هو شقبانيات جرابي صغير من شرق أستراليا  هذا الولب يعرف غالبا أيضا باسم الولب الأسود وبأسماء أخرى بما في ذلك الولب أسود الذيل وولب السرخس, الشقبانيات الأسود الصغير، بترل القطب الجنوبي العملاق (في ولاية كوينزلاند)، و بترل القطب الجنوبي العملاق (في نيو ساوث ويلز).وولب المستنقعات هو عضو وحيد من جنس كنيغرات.

## البيئة والتوزيع
تم العثور على ولب المستنقعات في مناطق شمال كيب يورك في ولاية كوينزلاند بأكملها أسفل الساحل الشرقي حول جنوب غرب فيكتوريا. وقد عثر عليه في السابق من خلال جنوب شرق أستراليا الجنوبية، ولكنه الآن نادر أو مفقود تماما في تلك المنطقة.
وهو يستوطن مناطق الشجيرات الكثيفة في الغابات وغابات الأشجار، وتأوى نهارا في المستنقعات كثيفة العشب أو حيث تتواجد سرخس، وتنشط ليلا للبحث عن الفذاء. صمغ عربي فرك في ولاية كوينزلاند هو يداري بخاصة الموائل.

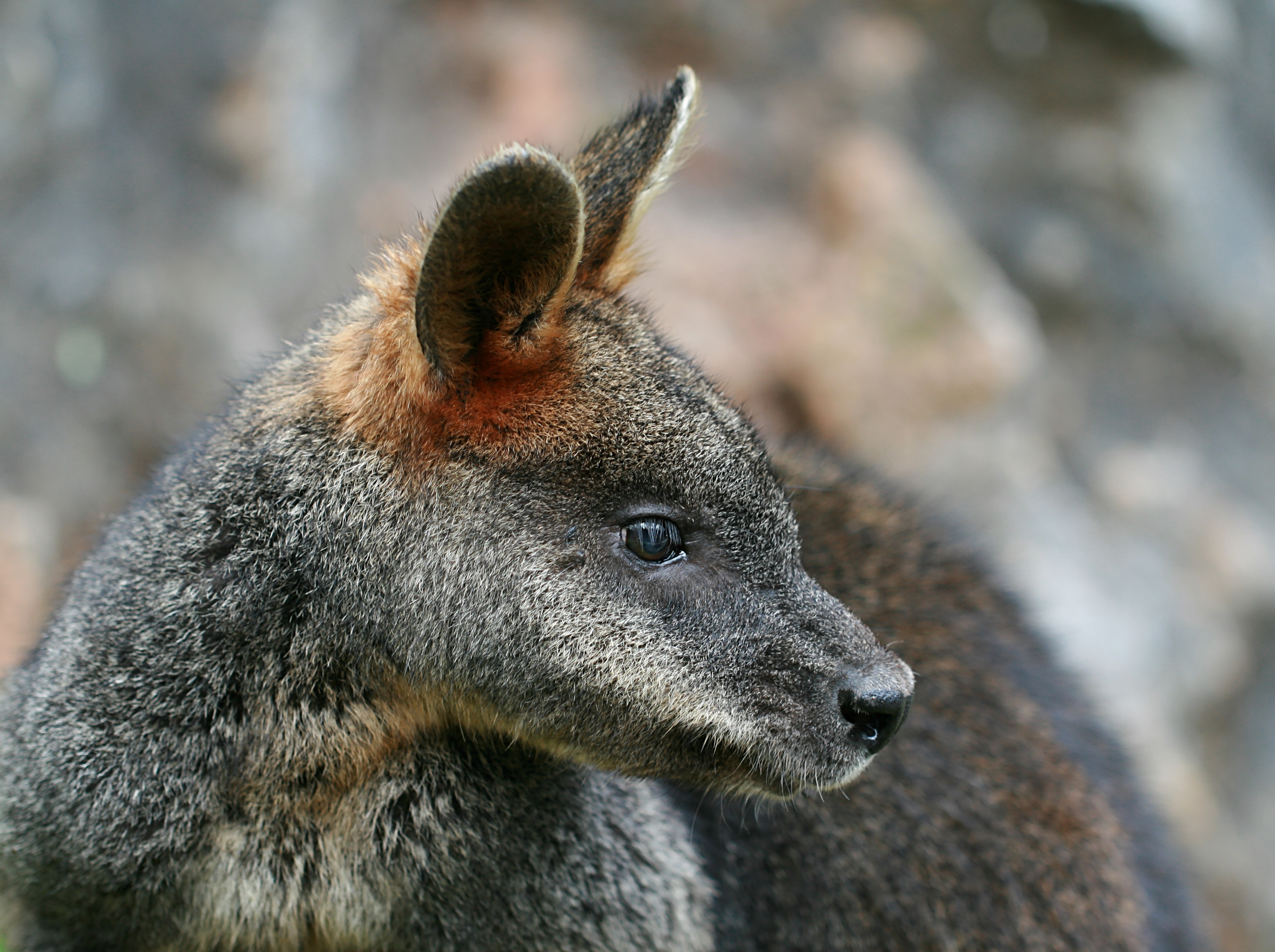
Note the light cheek stripe

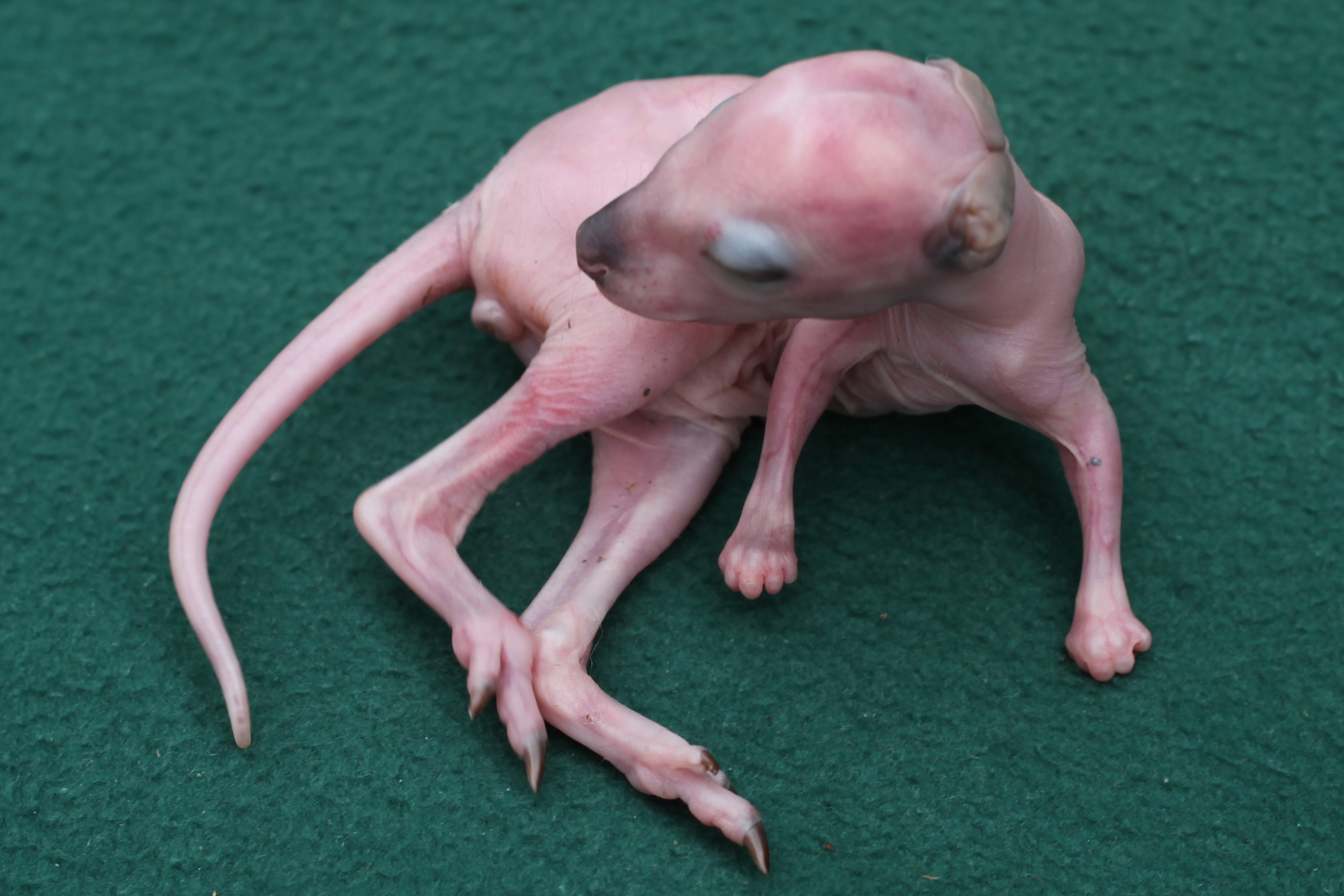
"Pinky" stage pouch young

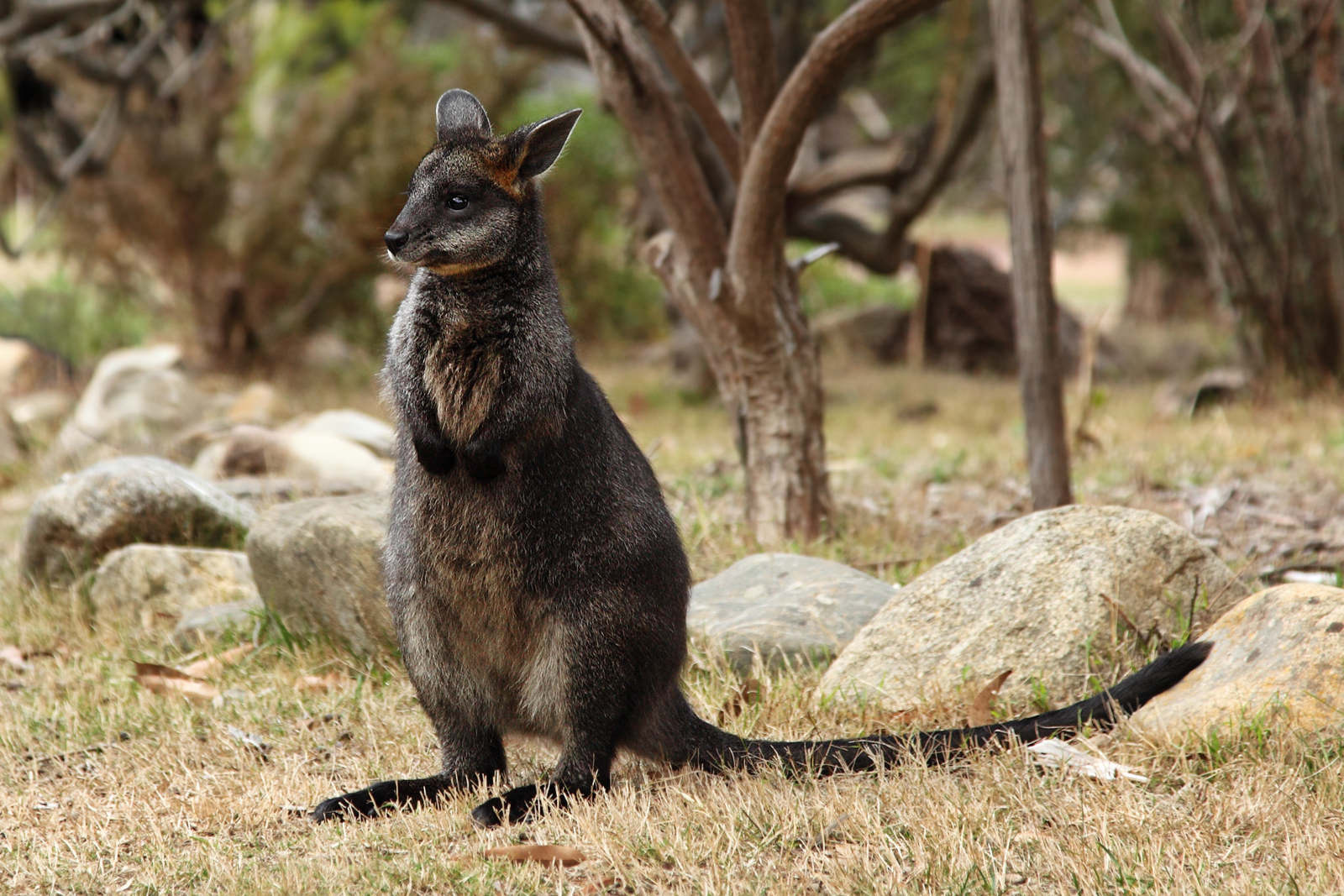
"Young at foot" joey

## الوصف
اسم الأنواع ذات اللونين يأتي من الاختلاف التلوين المتميز مع الفرو الرمادي النموذجي للشقبانيات الصفيرة الذي يتراوح بين البني الداكن إلى المنطقة السوداء على ظهره، واللون الأصفر إلى البرتقالي مائل للحمرة على الصدر. وشريط ملون على الخد عادة ما يكون هكذا، والأطراف من الجسم تظهر بألوان قاتمة عموما، باستثناء نهابة الذيل، التي غالبا ما يكون لونها أبيض.
طريقة المشي تختلف من الولب للأنواع الأخرى، مع ولب المستنقعات التي تجعل رأسها منخفضة والذيل مستقيما مرتفع.
متوسط الطول هو 76 سم (30 بوصة) للذكور، و70 سم (27.5 بوصة) للإناث (باستثناء الذيل). الذيل في كلا الجنسين متساوي تقريبا في الطول بالنسبة إلى باقي الجسم. متوسط الوزن للذكور هو 17 كجم (37 رطل)، الإناث في المتوسط 13 كجم (29 رطل).

## التناسل
ولب المستنقعات يصبح مؤهلا للتناسل منذ 15-18 شهرا من العمر، ويمكن أن يتناسل على مدار العام. مدة الحمل هي 33-38 يوما، مما يؤدى إلى حمل واحد من الصغار. الصغار تحمل في الحقيبة 8-9 أشهر، وسوف تهدف إلى الاستمرار في الرضاعة الطبيعية حتى حوالي 15 شهرا.ولكن ولب المستنقعات يسلك شكل غير عادي من تأحيل انغراس (البويضة الملقحة) وذلك خلافا للجرابيات الأخرى في وجود فترة الحمل أطول من دورة الشبق الخاصة بها.

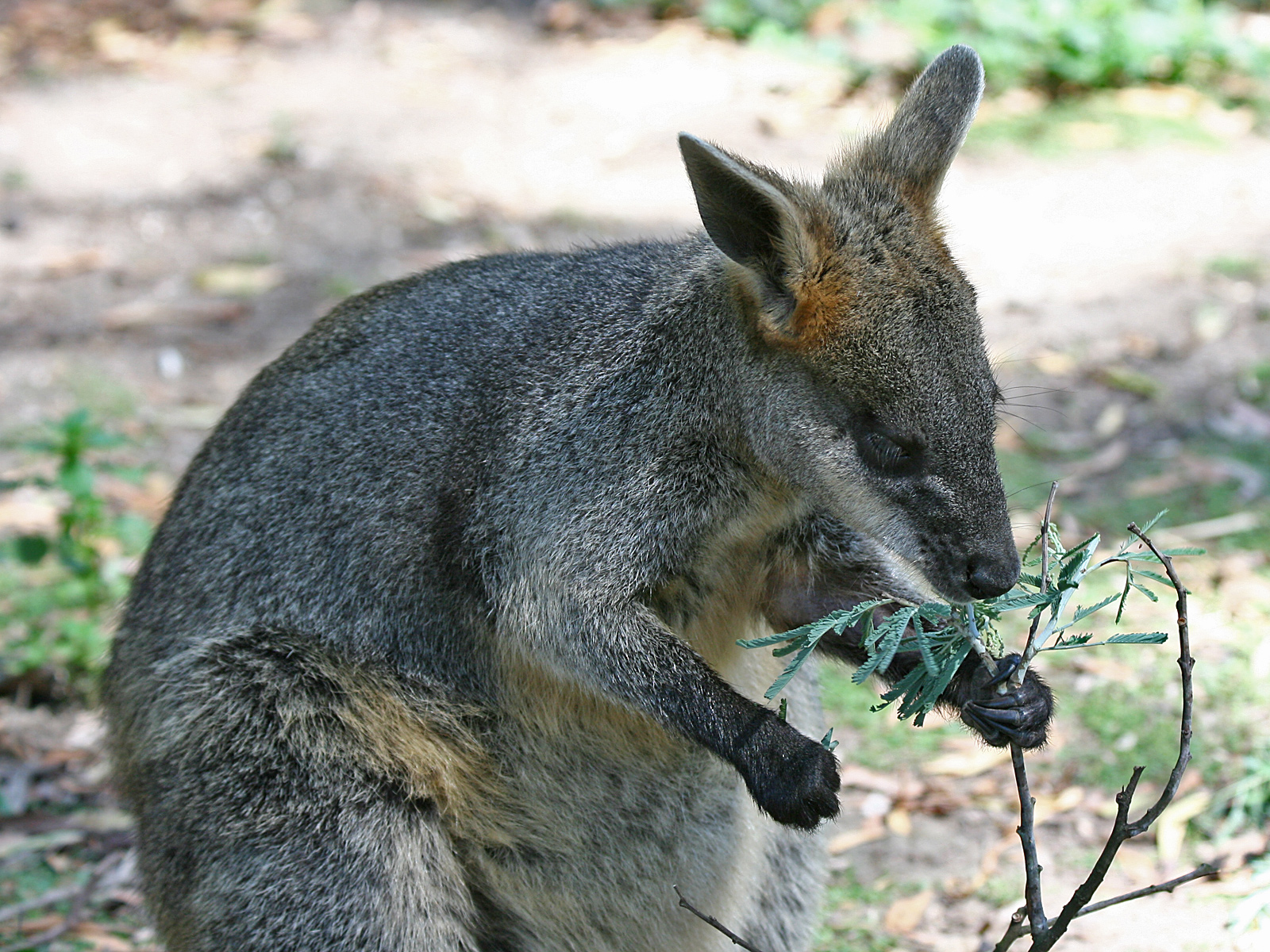
ولب المستنقعات يتغذى على أوراق الشجر

## التغذية
ولب المستنقعات هو عادة إنفرادي وتهدف المجموعات الحيوانية في كثير من الأحيان إلى تكوين مجموعات عند الطعام. وسوف تأكل مجموعة واسعة من الغذاء والنباتات، اعتمادا على توافرها، بما في ذلك الشجيرات، والمراعي، والمحاصيل الزراعية، وأنواع أصلية شئ مجلوب والنباتات. ويبدو أنه يتحمل مجموعة متنوعة من النباتات السامة بالنسبة إلى العديد من الحيوانات الأخرى بما في ذلك السرخسيات، الشوكران ولانتانا.
النظام الغذائي المثالي يظهر إلى إشراك تصفح شجيرة والشجيرات، أكثر من رعي العشب. هذا أمر غير مألوف في أنواع الولب الأخرى خامسة يفضلون عادة الرعي.هيكل وشكل الأسنان يعكس هذا التفضيل لحياة الرعى، ويتشكل لتقطيع المواد النباتية الخشنة.
تبعا لالسكان الأصليين من شعوب أو سكان أستراليا الأصليين، ولب المستنقعات بعد غير صالحا للأكل بسبب رائحة وطعم لحمه بعد الطهي. عملية الصيد التجارية أثبتت أنه غير مرغوب فيه نظرا لصغر حجمه وفراءه الخشن.

## خلاف التصنيف
العديد من الخصائص الجسدية والسلوكية تجعل ولب المستنقعات مختلفا بما فيه الكفاية عن أنواع الولب الأخرى أن العديد من الكتاب تصنفه بعيدا عن جنسه الخاص، أي أنواع الولب ". الأخرى يمكن أن يشير مع ذلك أن ولب المستنقعات قد هجن مع الولب الرشيق (في الولب الرشيق)، لذلك ربما ينبغي أن توضع في جنس شقبانيات.

## وصلات خارجية
- Australian Museum